# Nelson Abadía
Nelson Abadía (født 5. juni 1956) er en colombiansk fodboldtræner, der siden 2017 har været landstræner for Colombias kvindefodboldlandshold. Han har tidligere trænet flere colombianske herreklubber og kvindeholdet i América de Cali samt assistenttræner for det colombianske U/20-herrelandshold i 1985. Fra 2020 til 2021 var han også landstræner for Colombias U/20-kvindefodboldlandshold.
I 2014 blev han første gang ansat som teknisk assistent og senere assistenttræner for A-landsholdet under Fabián Tabordas. I 2017 blev han forfremmet til landstræner og førte i 2019 landsholdet til guld ved Panamerikanske lege i Lima. I juni 2023 udtog han sin første VM-trup som landstræner frem mod VM i fodbold 2023 i Australien/New Zealand.